# 温州市行政区划
温州是中华人民共和国浙江省下属的一个地级市，1984年地市合并。目前下辖鹿城区、龙湾区、瓯海区、洞头区四区，瑞安市、乐清市、龙港市三个县级市，以及苍南县、平阳县、泰顺县、文成县、永嘉县五个县。全市总面积11784平方公里，海域面积10000多平方公里。

## 鹿城区
鹿城区是中国浙江省温州市的主城区所在地，是温州市经济、文化、政治中心。人口129万，面积294.38平方千米。

## 龙湾区
龙湾区是中国浙江省温州市下辖的一个市辖区，面积279平方千米，人口30万人。龙湾区成立于1984年。

## 瓯海区
瓯海区是中国浙江省温州市下辖的一个市辖区，位于瓯江下游南岸。人口38.6万人，面积614.5平方千米。瓯海区政府驻地规划设于娄桥街道，目前政府办公地暂在景山街道。

## 瑞安市
瑞安市为中国浙江省下辖县级市，由温州地级市代管。瑞安市经济发达，为全国最具实力的县市之一，其综合竞争能力2010年位居浙江省县（市）的第九位，全国百强县（市）的第三十二位。2009年GDP总量383.24亿元（折合56.10亿美元）。全市辖域面积为1,271平方公里，年末户籍人口118.75万人（2009年）。

## 乐清市
乐清市为中国浙江省下辖县级市，由温州地级市代管。乐清市经济发达，为全国最具实力的县市之一，其综合竞争能力2010年位居浙江省第六位，全国百强县（市）第十五位。

## 永嘉县
永嘉縣為中國浙江省地級市溫州市下轄六縣之一，設於1949年9月21日。

## 平阳县
平阳县是中国浙江省地级市温州市下辖的六个县之一。1981年6月18日，原平阳县分为现今的苍南县和平阳县。

## 苍南县
苍南县，隶属于中國浙江省地级市温州市，为温州下辖六县之一。历史上一直属平阳县辖域，于1981年独立设县。

## 泰顺县
泰顺县位于温州市西南部，为浙南闽东山区，与文成县、苍南县相邻，北边是丽水市景宁畲族自治县，西、南面分别与福建省的寿宁县、福安市、柘荣县、福鼎市交界。
面积1762平方千米，境内山脉属南雁荡和洞宫山脉，地势由西北向东南倾斜，其境内西北的白云尖，海拔1611.3米，为温州市最高峰，是浙江省八大水系飞云江的发源地。泰顺县城平均海拔超过500米，为浙江省海拔最高的县城。海拔森林覆盖率达75％，为国家级生态示范县。在中国环境监测总站编制完成的2005年度《全国生态环境状况评价报告》中，浙江列全国第一，而在浙江69个评价单元中，泰顺的得分最高。

## 文成县
1946年12月，析瑞安、青田、泰顺三县边区置县，并以刘基的谥号“文成”命名。

## 洞头区
洞头区在中國浙江省东南海上，隶属于温州市，洞头原为中国12个海岛区县之一，称“百岛之县”。同时，洞头也是温州惟一以区县名冠名的省级风景名胜区。
1953年由玉环县析置；1958年撤消，复并入玉环县；1959年改归温州市；1964年复置县。

## 变迁
1950年后变迁。
- 1950年5月,梧埏、永强、三溪、藤桥从温州市属划为永嘉县。
- 1951年11月8日,温州市市区设海坦、九山、五马3个区；市郊设郊区。
- 1952年1月19日,撤销丽水专区，所属的丽水、云和、龙泉、景宁、庆元县划归温州专区；
- 1953年2月10日,设立温州市东区、南区、西区、北区、中区5个和郊区人民政府。
- 1953年6月10日,建立洞头县，将玉环县的洞头、大门2区及周围小岛，划归洞头县管辖，洞头县归温州地区行政公署领导。
- 1954年5月22日,撤销台州专署,将温岭、黄岩、仙居3县及海门区划归温州专署管辖。
- 1955年5月13日,撤销温州市东、南、西、北、中5个区人民政府，设立海坦、九山、五马3个区人民政府。
- 1955年8月4日,平阳县台山列岛划归福建省福鼎县管辖。
- 1956年3月5日,温州专区的仙居县划归宁波专区领导。
- 1957年5月24日,撤销温州市郊区人民政府，改设郊区办事处。
- 1957年9月23日,设置台州专署，将原温州专区的温岭、黄岩2县划归台州专员公署管辖。
- 1958年5月29日,撤销洞头县，将原洞头县的行政区域全部划归玉环县。
- 1958年8月,永嘉县的梧埏、永强、三溪、藤桥4个乡重归温州市。
- 1958年11月21日,撤销文成县，将原县的行政区域全部划归瑞安县。
- 1958年12月22日,撤销台州专署，将温岭、黄岩、临海、仙居4县划归辖温州专区。
- 1960年1月7日,撤销玉环县建制，将原玉环县的洞头区划归温州市，其余的行政区域划归温岭县；撤销景宁县，将原景宁县的行政区域划归丽水县。
- 1961年12月15日，恢复文成县，以合并于瑞安县的原文成县行政区域为瑞安县的行政区域。
- 1962年5月28日，恢复台州专员公署领导。温州专员公署领导的温岭、黄岩、临海、仙居4县划归台州专员公署领导。
- 1962年6月1日，恢复玉环县及云和县。
- 1963年5月9日，恢复丽水专员公署，温州专员公署领导的丽水、青田、云和、龙泉4县划归丽水专员公署领导。
- 1964年10月31日，恢复洞头县。将温州市的洞头、大门2区划归洞头县管辖，县址设在北岙镇，由温州专员公署领导。
- 1980年8月18日，恢复温州市东城、南城、西城3个区的建制。[5]
- 1981年6月18日，设立苍南县。[6]
- 1981年9月24日，撤销温州地区，将温州地区所辖的永嘉、乐清、平阳、泰顺、文成、瑞安、苍南7县划归温州市领导。
- 1981年12月12日，设立瓯海县，以原温州市的梧埏、永强、三溪、藤桥、西岸5个区、3个镇、24个公社为瓯海县的行政区域。[7]
- 1983年9月5日，撤销温州市东城区、南城区、西城区，合并设立城区。
- 1984年12月6日，温州市城区改名为鹿城区，将新桥、南郊、黎明、城郊、仰义6个乡划归鹿城区管辖；增设温州市龙湾区将状元镇、龙湾乡和瓯海县永中镇黄山、黄石山两个行政村划归龙湾区管辖。
- 1987年4月15日，瑞安县更改为瑞安市。
- 1992年3月9日，撤销瓯海县，设立温州市瓯海区。
- 1993年9月18日，撤销乐清县，设立乐清市。
- 2001年7月27日，温州市内行政区划调整。[8]
- 2015年7月23日，撤销洞头县，设立洞头区，龙湾区灵昆街道划入。[9]
- 2019年8月30日，龙港镇撤镇设立县级市。[10]